# Опичен (муниципалитет)
Опиче́н (исп. Opichén) — муниципалитет в Мексике, штат Юкатан, с административным центром в одноимённом посёлке. Численность населения, по данным переписи 2010 года, составила 6285 человек.

## Общие сведения
Название Opichen с майянского языка можно перевести как внутри пещеры, колодца, где Op — внутри и Chhen — пещера, колодец.
Площадь муниципалитета равна 259 км², что составляет 0,65 % от общей площади штата, а максимальная высота равна 12 метрам над уровнем моря.
Он граничит с другими муниципалитетами Юкатана: на севере с Копома и Чочолой, на северо-востоке c Абалой, на востоке с Муной, и на юге и западе с Машкану.

## Учреждение и состав
Муниципалитет был образован в 1921 году, в его состав входит 8 населённых пунктов, самые крупные их которых:
| Код INEGI                  | Населённый пункт                                                               | Численность населения (2005 год) | Численность населения (2010 год) |
| -------------------------- | ------------------------------------------------------------------------------ | -------------------------------- | -------------------------------- |
| 055                        | Всего                                                                          | 5619                             | 6285                             |
| 0001                       | Опичен (исп. Opichén) 20°32′59″ с. ш. 89°51′25″ з. д. (административный центр) | 4216                             | 4751                             |
| 0002                       | Кальсеток (исп. Calcehtok) 20°34′00″ с. ш. 89°54′46″ з. д.                     | 1356                             | 1503                             |
| 0004                       | Сан-Клаудио (исп. San Claudio) 20°32′49″ с. ш. 89°51′57″ з. д.                 | 24                               | 17                               |
| —                          | Прочие                                                                         | 23                               | 14                               |
| Названия на карте Генштаба |                                                                                |                                  |                                  |

## Экономика
По статистическим данным 2000 года, работоспособное население занято по секторам экономики в следующих пропорциях:
- сельское хозяйство и скотоводство — 51,3 %:

основными сельскохозяйственными культурами, выращиваемыми в муниципалитете являются: кукуруза, фасоль, томаты, арбузы, хикама и перец чили;
также в муниципалитете занимаются разведением скота и птицы;
- производство и строительство — 29,5 %;
- торговля, сферы услуг и туризма — 18,4 %;
- безработные — 0,8 %.

## Инфраструктура
По статистическим данным 2010 года, инфраструктура развита следующим образом:
- протяжённость дорог: 123,8 км;
- электрификация: 97,5 %;
- водоснабжение: 99,6 %;
- водоотведение: 47,8 %.

## Достопримечательности
В муниципалитете можно посетить церковь Апостола Бартоломи, часовню Мехорада, а также бывшую асьенду Кальсехток, с расположенными неподалёку гротами.